# Daniel Gomes Junqueira
Daniel Gomes Junqueira CSSp (* 11. April 1894 in Estela; † 29. Juni 1970) war ein portugiesischer römisch-katholischer Ordensgeistlicher und Bischof von Nova Lisboa.

## Leben
Daniel Gomes Junqueira trat der Ordensgemeinschaft der Spiritaner bei und empfing am 28. Oktober 1918 das Sakrament der Priesterweihe.
Am 28. Januar 1941 ernannte ihn Papst Pius XII. zum ersten Bischof von Nova Lisboa. Der Erzbischof von Luanda, Moisés Alves de Pinho CSSp, spendete ihm am 1. Juni desselben Jahres die Bischofsweihe; Mitkonsekratoren waren der Apostolische Vikar von Brazzaville, Paul Joseph Biéchy CSSp, und der Apostolische Vikar von Loango, Henri Friteau CSSp.
Daniel Gomes Junqueira nahm an allen vier Sitzungsperioden des Zweiten Vatikanischen Konzils teil.